# Naaldwijkstraat
De Naaldwijkstraat is een straat in Amsterdam-West, 

## Ligging en geschiedenis
De straat kreeg op 1 april 1959 haar naam; een vernoeming naar de plaats Naaldwijk. Meerdere straten in deze buurt zijn vernoemd naar dorpen en steden in Zuid-Holland. De straat begint in de Voorburgstraat, loopt dan naar het zuiden waar ze Vlaardingenlaan kruist. Ten zuiden daarvan duikt ze middels de Naaldwijkbruggen onder de Henk Sneevlietweg door om te eindigen aan de Anthony Fokkerweg. Dat laatste stuk werd pas in 1976 toegevoegd. De straat heeft alleen gebouwen aan de oostzijde staan, vanaf de aanleg van de straat werd er rekening gehouden met de aanleg van Rijksweg 10, alias ringweg en Einsteinweg.

## Gebouwen
De straat heeft dus alleen gebouwen aan de oostzijde staan. Huisnummers lopen op van nummer 7 tot nummer 45. De bebouwing maakt deel uit van een complex van 360 woningen, nog gebouwd volgens de visie van het Algemeen Uitbreidingsplan van Cor van Eesteren. De woningen behoren grotendeels tot de categorie portiekwoningen en zijn ontworpen door Auke Komter en L. van Schelt. Ze werden meest neergezet in haken op elkaar met een lange hoogbouwflat (vijf bouwlagen waarop een zolder) met haaks daarop een rijtje laagbouwwoningen (twee bouwlagen). Ze dateren allemaal uit rond 1961. Uitzondering daarop is een schoolgebouw op nummer 45, dat ontworpen is door C. van der Bom en Wouter Ingwersen, een gangenschool uit 1969.

## Kunst
Er is geen kunst in de openbare ruimte te vinden in dit uithoekje in Amsterdam. Toch is kunst te zien. Bij de bouw van de hoogbouwflat werden reliëfs gezet bij de portieken. Kunsthistoricus Yteke Spoelstra heeft getracht in een onderzoek naar "Wandkunst in Amsterdam" de maker te achterhalen, hetgeen niet gelukt is. Zij omschreef de reliëfs als een mengeling van abstract en abstraherend en constateerde vier verschillende weergaven. Samen met de reliëfs in de Honselersdijkstraat telde ze er veertien. De reliëfs waren oorspronkelijk niet gekleurd, maar bij een van de renovaties kregen ze witte en blauwe kleuren. 

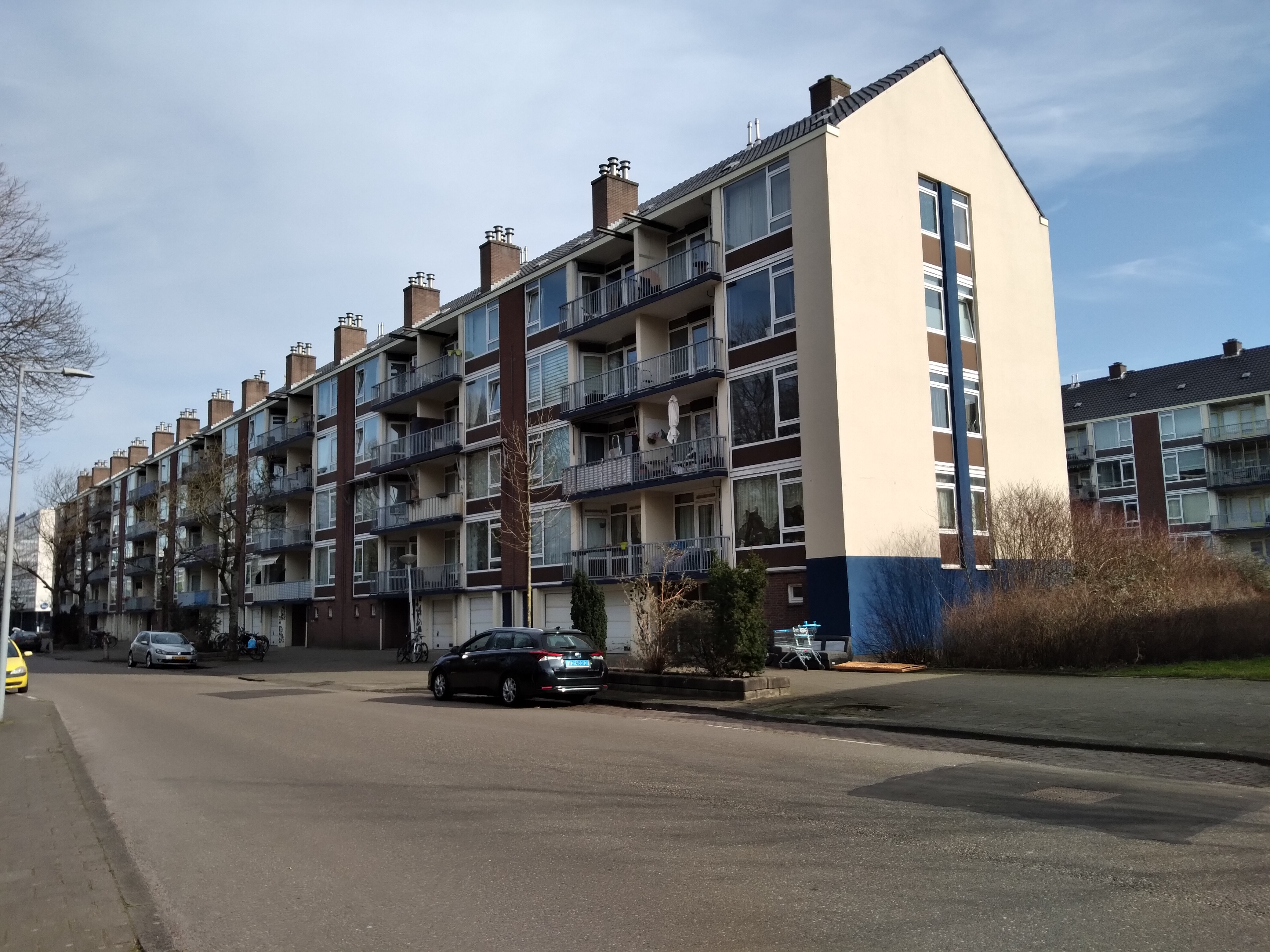
Hoogbouw aan de Naaldwijkstraat (februari 2021)

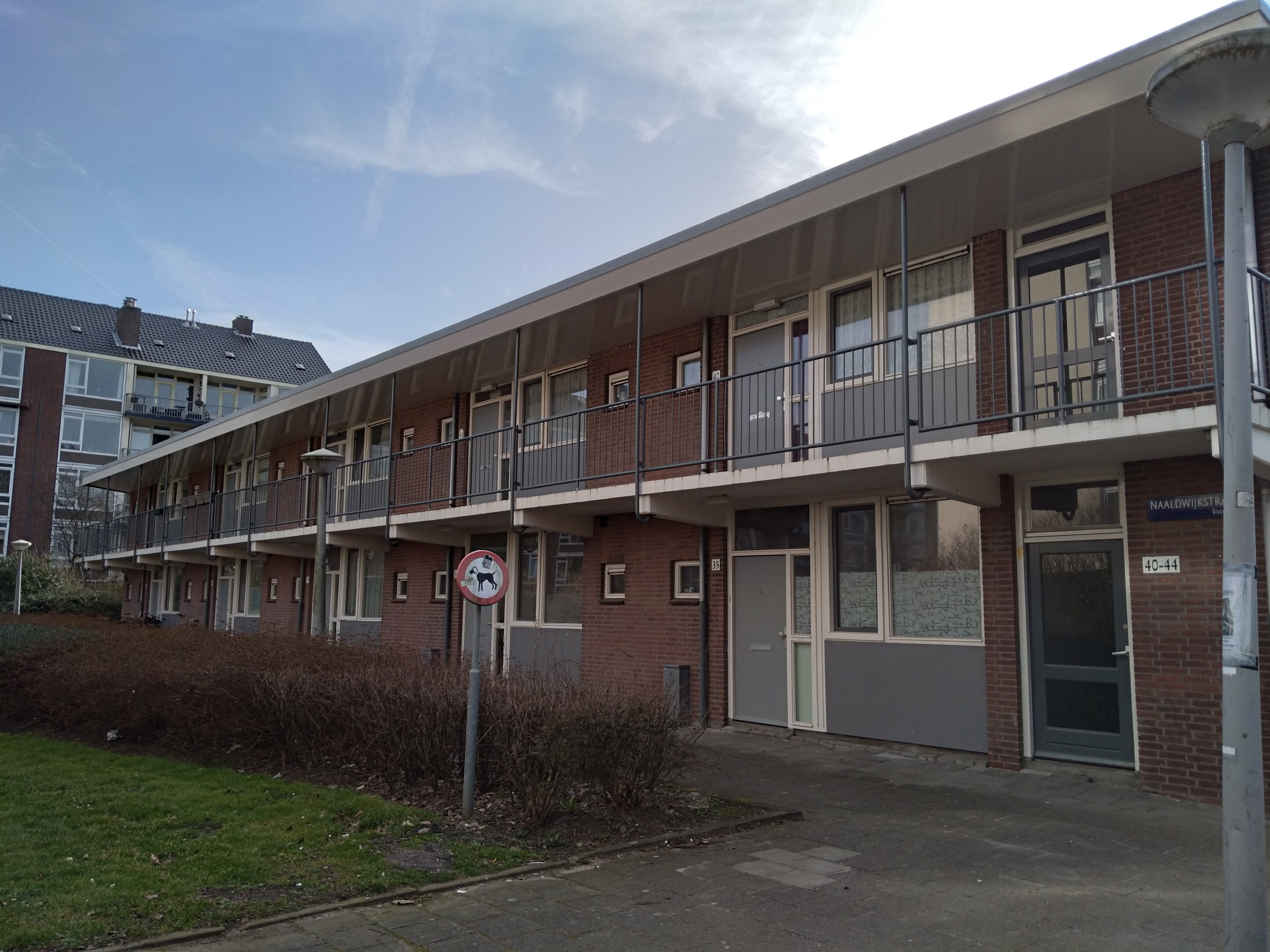
Laagbouw aan de Naaldwijkstraat (februari 2021)

1. ↑  Tussen Vlaardingenlaan en Anthony Fokkerweg van 1992-1997 bus 43 en van 1997-2004 bus 44